# Беър (окръг, Тексас)
Окръг Беър (на английски: Bexar County) е окръг в щата Тексас, Съединени американски щати. Площта му е 3256 km², а населението - 1 392 931 души (2000). Административен център е град Сан Антонио.